# Admestina tibialis
Admestina tibialis är en spindelart som först beskrevs av Carl Ludwig Koch 1846.  
Admestina tibialis ingår i släktet Admestina och familjen hoppspindlar. Inga underarter finns listade i Catalogue of Life.